# Butterscotch

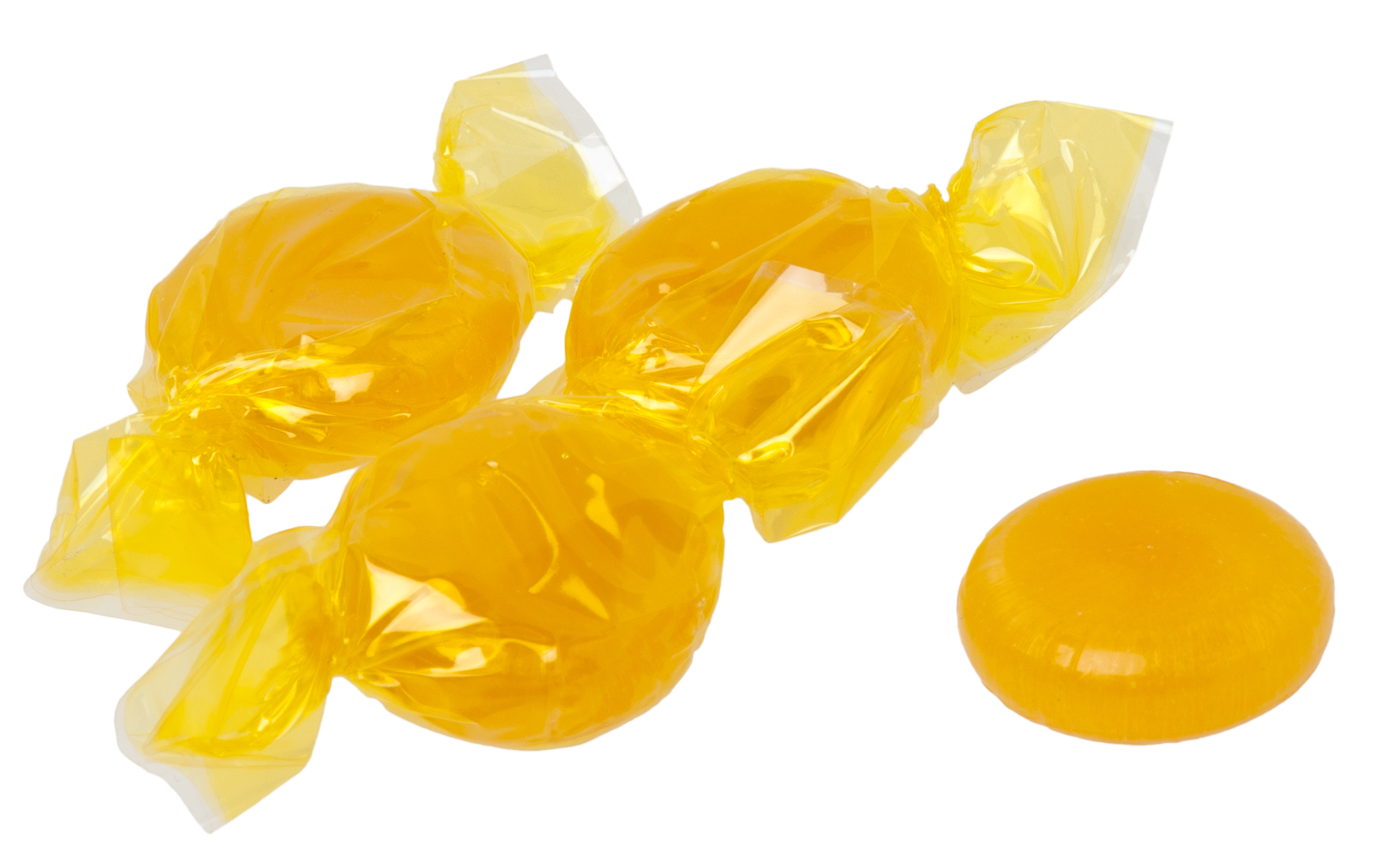
Butterscotch-karameller.

Butterscotch är en form av karamell gjord på smör och farinsocker. Det finns även flytande butterscotch, som hälls på efterrätter, främst glass.
Butterscotch anses ha uppfunnits i Doncaster, där det började att marknadsföras år 1848 av tillverkaren S. Parkinson & Sons. Trots ändelsen "scotch" har ordet inget med Skottland att göra; scotch anses här vara en bastardisering antingen av ordet "score" (skära), eftersom den varma karamellmassan måste skäras upp innan den hårdnar, eller "scorch" (sveda/bränna), eftersom karamellmassan ofta hettas upp så mycket att den blir en aning bränd.
Den svenska knäcken brukar på engelska översättas till christmas butterscotch. Knäck brukar dock innehålla lite andra ingredienser.